# Țara lui Rupert

Hartă cu Țara lui Rupert pe care se arată locul în care se află York Factory (Fort Bourbon)

Țara lui Rupert (în engleză: Rupert's Land sau Prince Rupert's Land) a fost un teritoriu din America de Nord Britanică, format în cea mai mare parte din bazinul de drenaj al Golfului Hudson, care a fost deținut nominal de Compania Golfului Hudson (Hudson's Bay Company) timp de 200 ani din 1670 în 1870, cu toate că numeroase grupuri de aborigeni care trăiu în același teritoriu au contestat suveranitatea zonei. Zona odată cunoscută sub numele de Țara lui Rupert se găsește acum mai ales în Canada, doar o mică zonă aflându-se în SUA. Teritoriul a fost numit după Prințul Rupert al Rinului, un nepot al lui Charles I și primul guvernator al Companiei Golfului Hudson. În decembrie 1821, monopolul HBC a fost extins de la Țara lui Rupert până la coasta Pacificului.
Printre zonele care odată aparțineau de Țara lui Rupert se numără toată Manitoba, cea mai mare parte din Saskatchewan, părți din sudul Alberta, părți din sudul Nunavut, părți din nordul Ontario și Quebec, de asemenea părți din Minnesota și Dakota de Nord și părți foarte mici din Montana și Dakota de Sud.

## Istoric

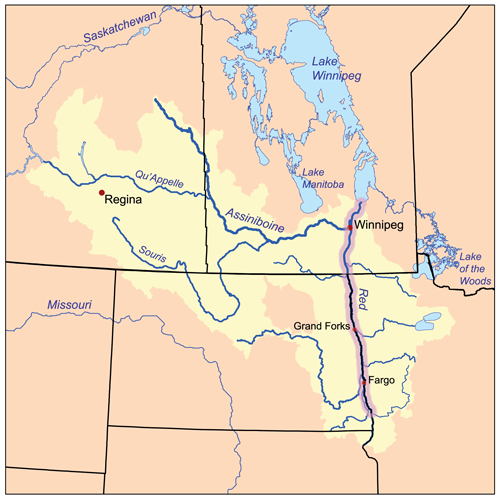

Statele unite au obținut Valea Râului Roșu al Nordului în 1818 de la Marea Britanie, prin Tratatul din 1818 (era parte a Rupert's Land, teritoriu britanic deținut de Compania golfului Hudson. Restul teritoriului Rupert's Land a fost cumpărat de Canada de la Marea Britanie, fiind cea mai mare achiziție canadiană de terenuri, comparabilă cu cumpărarea Louisianei de către SUA). În schimb SUA a cedat Marii Britanii teritoriul său de dincolo de paralela 49, fiind printre puținele cedări de teritoriu pe care le-a făcut SUA pe continentul nord-american.